# Lorenzo Infantino
Lorenzo Infantino (Gioia Tauro, 8 gennaio 1948 – Roma, 18 gennaio 2025) è stato un filosofo e sociologo italiano.

## Biografia
Lorenzo Infantino nacque a Gioia Tauro l'8 gennaio 1948, da una famiglia gioiese, ma si trasferì a Roma in giovane età. Si laureò in economia all'Università degli Studi di Siena nel 1972, si perfezionò in sociologia alla Luiss Guido Carli nel 1975. Ha condotto buona parte delle sue attività di ricerca presso il Linacre College dell'Università di Oxford.
Nel 1983 divenne assistente alla cattedra di sociologia della Facoltà di scienze politiche della Luiss; nel 2001 fu nominato professore ordinario alla cattedra di metodologia delle scienze sociali.
Nel 2006 fu chiamato in qualità di professore invitato dall'Universidad Rey Juan Carlos di Madrid.
Il 18 gennaio 2025, all'età di 77 anni muore improvvisamente a Roma.

## Pensiero
Filosofo delle scienze sociali appartenente alla tradizione del pensiero liberale, ha contribuito allo studio e alla divulgazione dell'indirizzo evoluzionistico del liberalismo, che inizia con Bernard de Mandeville, passa per David Hume e Adam Smith per giungere fino alla scuola austriaca. Infantino è stato molto attivo nella pubblicazione dei testi classici della scuola austriaca, supervisionando le edizioni in italiano di autori come Carl Menger, Eugen von Böhm-Bawerk, Ludwig von Mises e Friedrich von Hayek.
Il cuore della ricerca di Infantino si concentra sulle conseguenze inintenzionali delle azioni umane, enfatizzando il ruolo critico delle condizioni che influenzano gli eventi sociali. Partendo dal presupposto dell'umana ignoranza e fallibilità, le azioni umane intenzionali aggregandosi producono esiti inintenzionali: il linguaggio, la famiglia, il mercato, lo Stato, il denaro sono istituzioni sociali nate per mezzo di un ordine spontaneo. Questo approccio si basa sulla tradizione del moralismo scozzese, ma anche sugli scritti di Menger e Hayek, sottolineando come l'ignoranza e la fallibilità dell'essere umano siano elementi fondamentali per comprendere i fenomeni sociali.
Infantino ha affrontato anche il tema del potere, distinguendo tra potere infrasociale, derivante dalla cooperazione sociale volontaria, e potere pubblico, rappresentato dall'intervento dello Stato nella società. In questo senso, la competizione è vista come un mezzo per minimizzare il potere infrasociale, laddove lo Stato dovrebbe aiutare la cooperazione sociale volontaria.
I suoi principali volumi pubblicati sono L'ordine senza piano (1995), Ignoranza e libertà (1999), Individualismo, mercato e storia delle idee (2008) e Potere. La dimensione politica dell'azione umana (2013).

## Opere
- Lorenzo Infantino, Dall'utopia al totalitarismo : Marx, Dio e l'impossibile, Roma, Edizioni Borla, 1985.
- Dario Antiseri, Lorenzo Infantino e Giovanni Boniolo, Autonomia e metodo del giudizio sociologico, Roma, Armando Editore, 1987.
- Lorenzo Infantino, Ortega y Gasset: una introduzione, Roma, Armando Editore, 1990.
- Lorenzo Infantino, Ludwig von Mises e la società aperta, Roma, Luiss, 1992.
- Lorenzo Infantino, L'ordine senza piano: le ragioni dell'individualismo metodologico, 1ª ed., Roma, La Nuova Italia Scientifica, 1995.  2ª ed., Roma, Armando Editore, 1998.   3ª ed., Soveria Mannelli, Rubbettino Editore, 2025.
- (EN) Lorenzo Infantino, Individualism in modern thought: from Adam Smith to Hayek, London; New York, Routledge, 1998.
- Lorenzo Infantino, Metodo e mercato, Soveria Mannelli, Rubbettino Editore, 1998.
- Lorenzo Infantino, Ignoranza e libertà, Soveria Mannelli, Rubbettino Editore, 1999.
- Dario Antiseri e Lorenzo Infantino, Le ragioni degli sconfitti, Roma, Armando Editore, 2000.
- Raymond Boudon e Lorenzo Infantino, Alexis de Tocqueville, Roma, Luiss, 2002.
- Lorenzo Infantino, Individualismo, mercato e storia delle idee, Soveria Mannelli, Rubbettino Editore, 2008.
- Lorenzo Infantino, Potere: la dimensione politica dell'azione umana, Soveria Mannelli, Rubbettino Editore, 2013.
- Lorenzo Infantino, Cercatori di libertà, Soveria Mannelli, Rubbettino Editore, 2019.
- Lorenzo Infantino, Alle origini delle scienze sociali, Soveria Mannelli, Rubbettino Editore, 2022.
- (EN) Lorenzo Infantino, Unintended consequences and the social sciences: an intellectual history, Cheltenham; Northampton, Edward Elgar, 2023.
- Lorenzo Infantino, Conoscenza, governo degli uomini e governo della legge, Soveria Mannelli, Rubbettino Editore, 2024.